# Tableaux historiques de la Révolution française

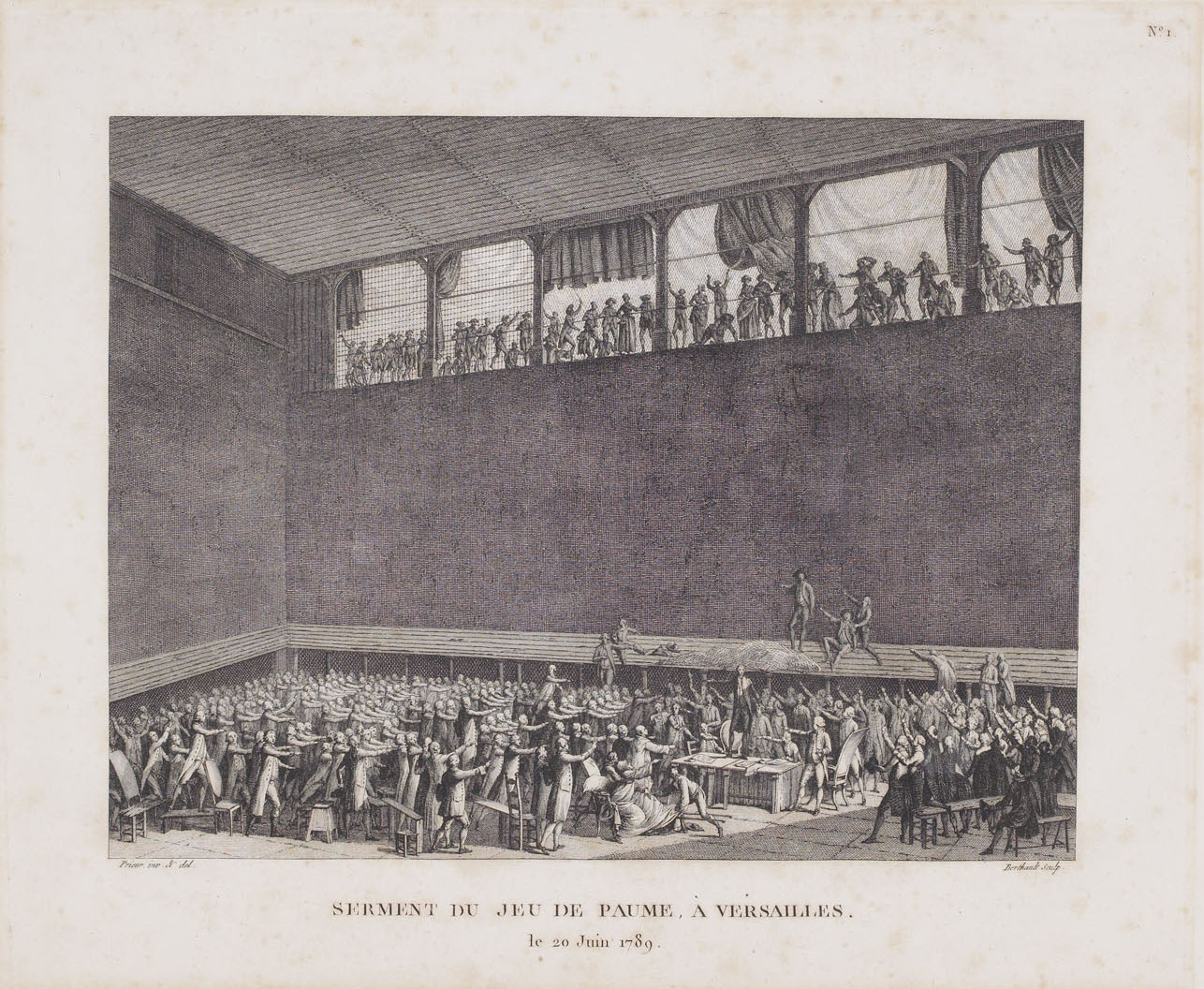
Planche I : Serment du jeu de paume à Versailles le 20 juin 1789 (gravée par Berthault d'après Prieur).

Les Tableaux historiques de la Révolution française sont une entreprise éditoriale française commencée en 1791 et publiée en 1798 à Paris par Pierre Didot. 
Il s'agit d'un recueil de 225 gravures racontant par le moyen de l'estampe les principaux événements de la Révolution française.
Les dessins sont exécutés par Jean Duplessis-Bertaux, Abraham Girardet, Nicolas Ozanne, Jean-Louis Prieur, Jacques François Joseph Swebach-Desfontaines et Vény, traduits par les graveurs Pierre-Gabriel Berthault, Jean Desaulx, Claude-Nicolas Malapeau et Claude Niquet.
Le projet est annoncé au public dès 1791 par les journaux, et donne lieu à souscription. Les livraisons commencent, il y en aura 112, qui s'étaleront jusque vers 1796. Sous le titre Collection complète des Tableaux historiques de la Révolution française, un premier recueil complet sort en 1798 chez Didot, en quatre tomes, avec une présentation et des notices signées Claude Fauchet, Sébastien-Roch-Nicolas de Chamfort, Pierre-Louis Ginguené et François-Xavier Pagès de Vixouze. L'ouvrage s'ouvre par deux frontispices dessinés par Fragonard fils. Le format est 32 x 48,5 cm [grand folio], sur papier vélin.
On compte 225 gravures incluant les vignettes et les suppléments, issues des techniques de l'eau-forte et du burin, se décomposant ainsi : 144 tableaux proprement dits, courant sur deux volumes, suivis d'un troisième et quatrième, s'ouvrant par la Déclaration des droits de l'Homme, suivie de 66 portraits en médaillon à la manière noire figurant les personnages ou acteurs révolutionnaires clefs ; Didot avait ajouté une planche rehaussée en couleurs des assignats et de leurs valeurs, ce qui donne une idée du contexte économique.
Trois nouvelles éditions ont ensuite suivi en 1802, 1804 et 1817, avec différents éditeurs et suivant différents formats. L'édition de 1802 comprend le texte expliquant le consulat à vie de Bonaparte.
Il s'agit d'une entreprise à la fois d'éducation politique et de propagande : « Une succession chronologique d'événements marquants de la Révolution française, présentés chacun par un texte et illustrés par une gravure. Ce recueil ayant été conçu dans la dynamique de l'actualité qu'il relate, avec un décalage plus ou moins long, constitue un exemple remarquable d'écriture et de représentation contemporaine de l'Histoire. Avec leurs contrefaçons hollandaise et allemande, les gravures des Tableaux historiques véhiculèrent ainsi en Europe, à retardement, mais avec une efficacité incontestable, sinon le souffle de la Révolution française, du moins une nouvelle image de la France au seuil du XIXe siècle ».